# Salka triangula
Salka triangula är en insektsart som beskrevs av Fernando Chiang och Knight 1990. Salka triangula ingår i släktet Salka och familjen dvärgstritar. Inga underarter finns listade i Catalogue of Life.